# Conacul Bornemisza-Matskassy din Popești
Conacul Bornemisza-Matskassy din Popești, județul Cluj este înscris pe lista monumentelor istorice din județul Cluj elaborată de Ministerul Culturii și Patrimoniului Național din România în anul 2010. 

## Istoric
A fost construit în anul 1804. 